# Ніклас Енгелін
Ні́клас Е́нгелін (*27 грудня 1972, м. Гетеборг, Швеція) — шведський музикант, гітарист. Відомий за участю у таких музичних метал-колективах як Gardenian, Passenger, Engel. У цей час входить до складу шведського гурту In Flames.

## Біографія
Ніклас Енгелін народився у шведському місті Гетеборг. Цей факт, безсумнівно, наклав відбиток на розвиток Нікласа як музиканта, адже Гетеборг можна сміливо назвати містом-колискою найяскравіших представників мелодійого дез-металу.

У 1993 році ім'я Енгеліна вперше було викарбувано в історії музики, разом з видання альбому гурту Sarcazm під назвою Breath, Shit, Excist… Однак широкому загалу Ніклас став відомий чотири роки потому, замінивши у In Flames Гленна Юнгстрьома, який щойно залишив гурт. Після серії вдалих турів Європою та Японією, Енгелін поступається своїм місцем Бйорну Гелотте, що на той час був барабанщиком гурту, та вирішує сконцентруватися на Gardenian, у складі яких протягом 1997–2000 років видає три потужні альбоми. Попри те, що Ніклас залишив In Flames, він підтримував чудові стосунки з учасниками цього колективу і неодноразово допомагав їм, замінюючи у турах Єспера Стрьомблада, у якого час від часу виникали певні проблеми.

Суперечки з лейблом, на якому видавалися Gardenian, призвели до того, що гурт припинив своє існування, змусивши Нікласа шукати нові шляхи для самореалізації. Так ще у 2002 році Енгелін створив гурт Engel.

У 2003 році світ побачив повноформатний альбом доволі цікавої музичної формації, що отримала назву Passenger. До складу цього музичного колективу увійшов вокаліст In Flames Андерс Фріден, колишній басист Gardenian Гокан Скугер, барабанщик Transport League Патрік Стен та сам Ніклас. Матеріал вийшов доволі цікавий та самобутній, однак через зайнятість музикантів у своїх основних проектах існування Passenger було призупинено на невизначений час.

Після тривалого затишшя у 2007 році з'являється дебютний альбом Engel, що отримав назву Absolute Design. В цей же час Енгелін розпочинає роботу над наступною платівкою та бере участь у декількох турах разом з In Flames. Попри те, що увесь матеріал до другого альбому Engel був готовий ще у лютому 2009 року, оцінити творіння групи під назвою Threnody шанувальники їхньої творчості змогли лише більш ніж рік потому, через певні проблеми з його виданням. 7 квітня 2010 року альбом було видано у Японії.

12 лютого 2010 року Єспер Стрьомблад залишає In Flames через проблеми з алкоголем і Ніклас повертається на певний час до гурту з умовою, що він допомагатиме колективу, поки вони не знайдуть нового гітариста. Однак 28 лютого 2011 було вирішено, що цим новим постійним членом гурту стане саме Енгелін, якого було представлено музичній спільноті як п'яту складову частину In Flames.

## Цікаві факти
- Енгелін полюбляє грати в футбол. У 2009 році брав участь у турнірі Metallsvenskan у складі команди FC Glenn[4], до якої також увійшли Петер Іверс, Бйорн Гелотте, Даніель Свенссон та інші відомі музиканти (переважно шведські, за виключенням представників данського гурту Illdispose).
- У травні 2011 року Ніклас став офіційним ендорсером компанії EMG, що спеціалізується на виготовленні звукознімачів для електрогітар[5].

## Дискографія
Sarcazm
- Breath, Shit, Excist… (1993)

Gardenian
- Two Feet Stand (1997)
- Soulburner (1999)
- Sindustries (2000)

Passenger
- In Reverse (2003) [Single]
- Passenger (2003)

Engel
- Absolute Design (2007)
- Threnody (2010)

In Flames
- Siren Charms (2014)